# 원표애보라사슴벌레
원표애보라사슴벌레는 사슴벌레과에 속하는 작은 곤충이다. 한국 고유종이며, 고산종으로 이른 봄, 볕이 잘 드는 장소에 있는 활엽수의 새싹에 몰려들어 즙을 섭식한다. 수컷은 광택이 있는 청록색이고, 암컷은 금록색이다. 어른벌레로 활동하는 기간이 매우 짧다. 손가락 굵기의 활엽수 가지에 구멍을 내고 그 속에 알을 낳는다. 애벌레 기간은 2년 정도다.

## 아종
- Platycerus hongwonpyoi 원표애보라사슴벌레
  - Platycerus hongwonpyoi hongwonpyoi 원표애보라사슴벌레
  - Platycerus hongwonpyoi merkli 머클애보라사슴벌레